# Morstadtova
Morstadtova ulice na Hradčanech v Praze je krátká ulička, která spojuje ulice Parléřova a Hládkov. 

## Historie
Ulice byla vytyčena koncem 19. století na místě zbořené hradební zdi a starší zbořené zástavby. Pojmenována byla roku 1906 Schäffleho podle rakouského ekonoma a ministra obchodu Alberta Eberhardta Fridricha Schäffle (1831-1903). Roku 1952 byla přejmenována na dosud platné označení podle českého kreslíře a grafika Vincence Morstadta (1802-1875). Sto třicet metrů dlouhou ulici lemují 3 školní budovy, ze západu základní umělecká škola v čísle 3 a mateřská škola Parléřova 2a, z východu je to budova a areál gymnázia Jana Keplera.

## Budovy, firmy a instituce
- Nárožní budova školy Morstadtova 2 / Parléřova 2: Gymnázium Jana Keplera; v suterénu se dochovaly fragmenty zdiva domu, ve kterém v letech 1599-1601 žil dánský a český dvorní astronom Tycho Brahe (1546-1601).[3]
- základní umělecká škola - Morstadtova 3[4]